# 訃報 2005年7月
訃報 2005年7月（ふほう 2005ねん7がつ）では、2005年（平成17年）7月中に物故した、又は物故が報じられた人物についてまとめる。

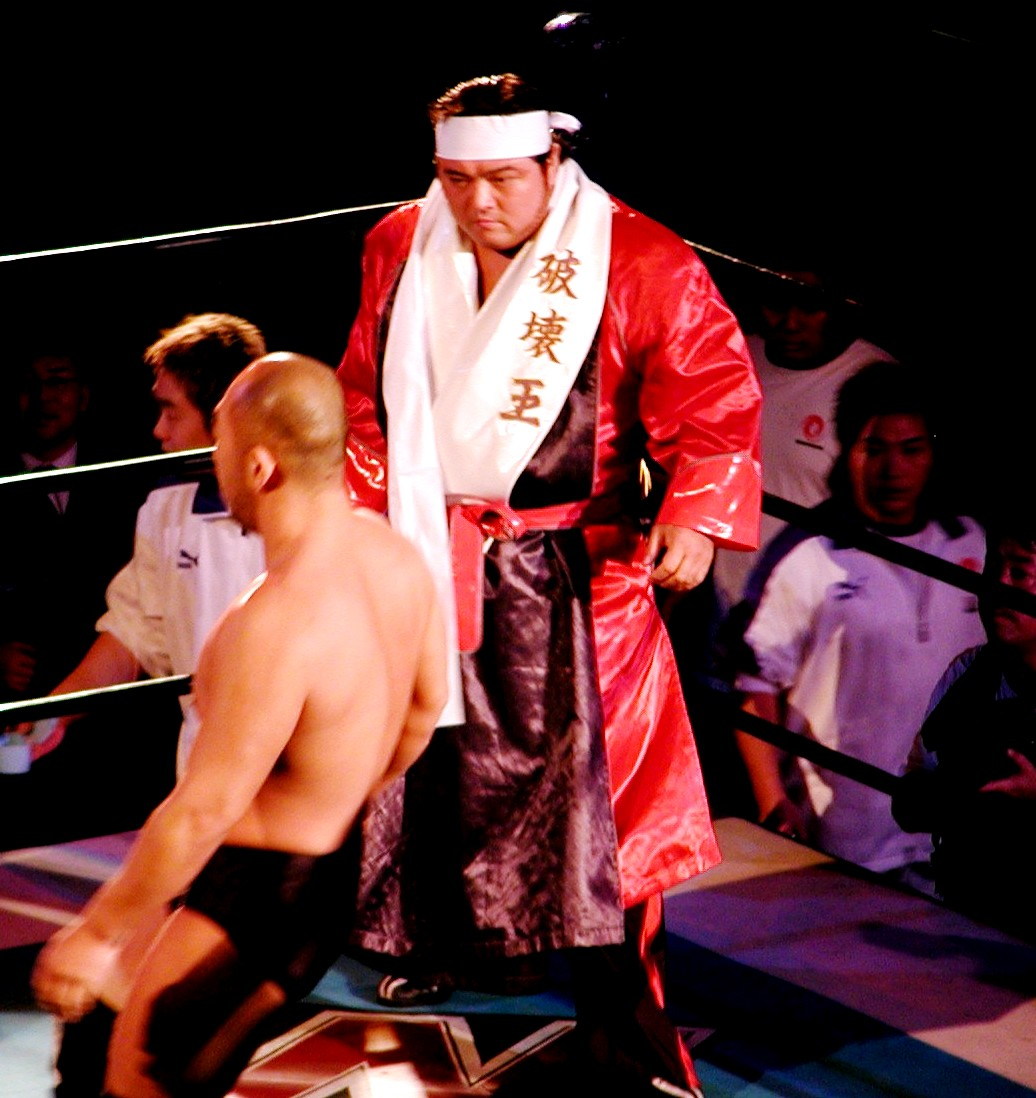
橋本真也／7月11日没

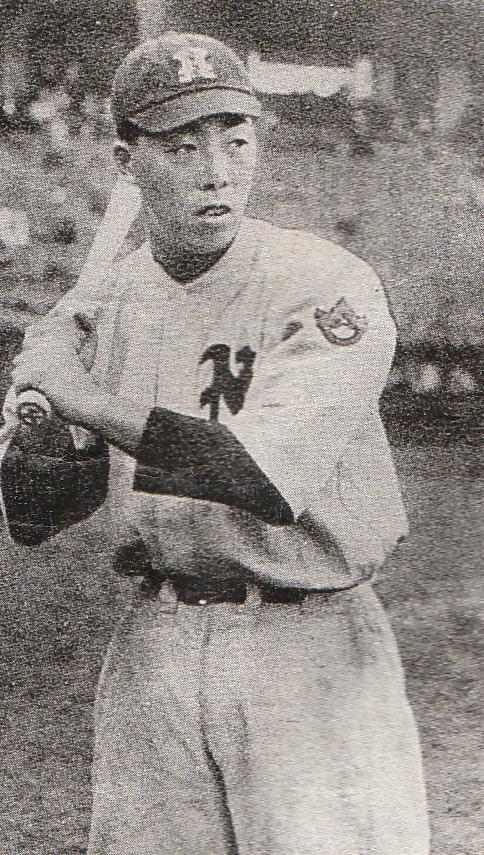
大沢清／7月14日没

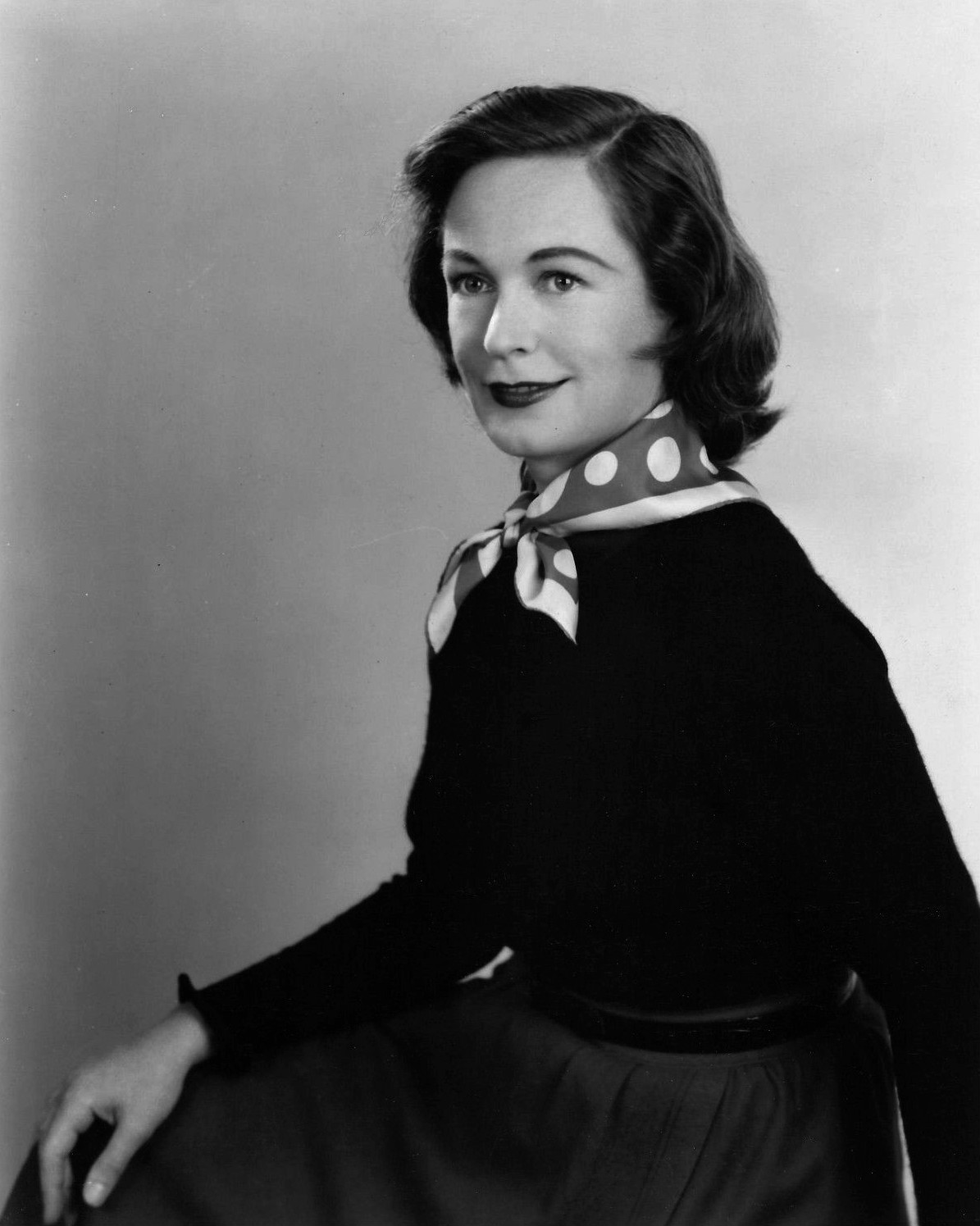
ジェラルディン・フィッツジェラルド／7月17日没

エドワード・ヒース／7月17日没

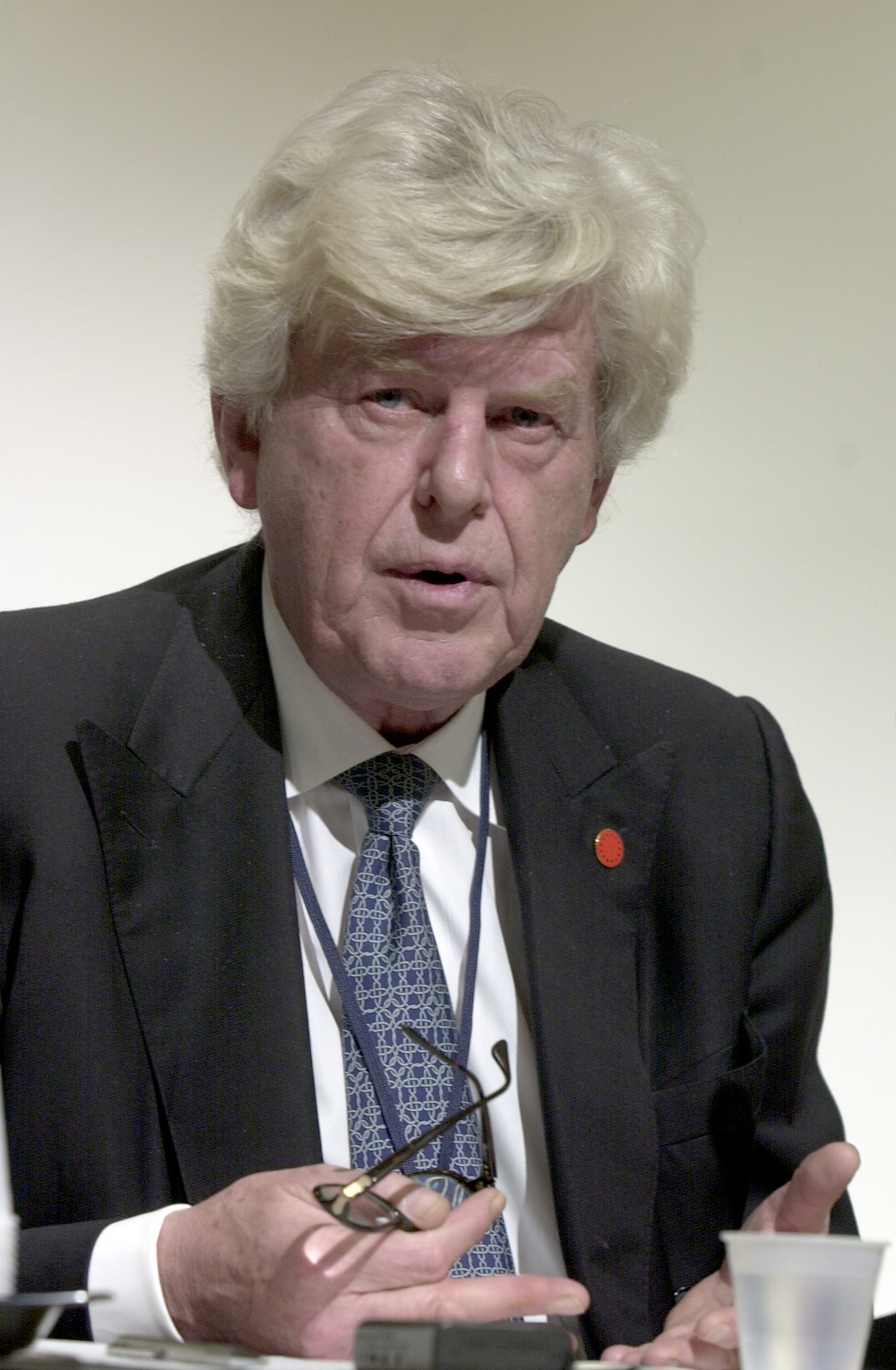
ウィム・ドイセンベルク／7月31日没

## （1日 - 15日）
- 7月1日 - 萩原葉子、作家（* 1921年）
- 7月1日 - 天野滋、歌手、ニュー・サディスティック・ピンクリーダー（* 1952年）
- 7月2日 - 大堀誠一、検察官（* 1925年）
- 7月3日 - 重高小八、長寿日本一の男性（* 1895年）
- 7月3日 - 増山元三郎、数理統計学者（* 1912年）
- 7月3日 - ロバート・ハインデル、画家（* 1938年）
- 7月3日 - 松島稔、映画監督（* 1930年）
- 7月5日 - 山崎善平、元プロ野球選手（* 1926年）
- 7月6日 - 平岩白風、日本の伝統奇術である「手妻」の研究家（* 1910年）
- 7月6日 - クロード・シモン、ノーベル文学賞受賞作家（* 1913年）
- 7月6日 - エド・マクベイン、作家（* 1926年）
- 7月8日 - 串田孫一、哲学者、随筆家（* 1916年）
- 7月8日 - 三船浩、歌手、元日本歌手協会理事長（* 1929年）
- 7月9日 - 西川清 、実業家、パーク24創業者（* 1938年）
- 7月10日 - 松平永芳、靖国神社宮司（* 1915年）
- 7月11日 - 橋本真也、プロレスラー（* 1965年）
- 7月13日 - 橋口収、大蔵官僚（* 1921年）
- 7月13日 - 友金信雄、政治家（* 1922年）
- 7月13日 - 寿岳章子、国語学者・エッセイスト（* 1924年）
- 7月14日 - 大沢清、プロ野球選手（* 1916年）
- 7月14日 - 植木公、政治家（* 1923年）
- 7月14日 - 中村晃、実業家・北海道国際航空元社長、会長（* 1931年）

## （16日 - 31日）
- 7月16日 - 北村晴朗、心理学者（* 1908年）
- 7月16日 - 扇畑忠雄、歌人・国文学者（* 1911年）
- 7月16日 - 山田俊雄、国語学者（* 1922年）
- 7月16日 - 馬渕健一、マブチモーター創業者・名誉会長（* 1923年）
- 7月16日 - ジョン・オストロム、古生物学者（* 1928年）
- 7月17日 - ジェラルディン・フィッツジェラルド、女優（* 1913年）
- 7月17日 - エドワード・ヒース、元イギリス首相（* 1916年）
- 7月17日 - 明智伝鬼、緊縛師（* 1940年）
- 7月18日 - ウィリアム・ウェストモーランド、将軍・ベトナム援助軍司令官（* 1914年）
- 7月18日 - 高橋治則、東京協和信用組合元理事長・イ・アイ・イ・インターナショナル元社長（* 1946年）
- 7月19日 - 岩谷直治、岩谷産業創業者・名誉会長（* 1903年）
- 7月19日 - 佐伯有清、歴史学者（* 1925年）
- 7月19日 - 西尾徳、声優、俳優（* 1939年）
- 7月21日 - 大道寺小三郎、みちのく銀行元会長（* 1925年）
- 7月21日 - ロード・アルフレッド・ヘイズ、元プロレスラー（* 1928年）
- 7月22日 - 杉浦日向子、漫画家、江戸風俗研究家（* 1958年）
- 7月23日 - 渡邉昭、華族・伯爵（* 1901年）
- 7月24日 - 春田正治、教育学者・教育者（* 1916年）
- 7月25日 - 道仏訓、プロ野球選手（* 1921年）
- 7月25日 - アルベルト・マンゲルスドルフ、ジャズ・トロンボーン奏者（* 1928年）
- 7月26日 - 山鹿誠次、都市地理学者（* 1916年）
- 7月26日 - 岡八朗、俳優・コメディアン・吉本新喜劇元座長（* 1939年）
- 7月27日 - 若松信重、実業家・東海テレビ放送社長（* 1925年）
- 7月28日 - 住友元夫、実業家（* 1912年）
- 7月29日 - 武市恭信、徳島県知事（* 1917年）
- 7月29日 - 高橋在久、文化行政、地域文化に携わった人物（* 1927年）
- 7月29日 - カールハインツ・ツェラー、フルート奏者（* 1928年）
- 7月30日 - 喜多野徳俊、医師・郷土史家（* 1911年）
- 7月30日 - 小濱新次、政治家（* 1915年）
- 7月31日 - ウィム・ドイセンベルク、欧州中央銀行初代総裁（* 1935年）

## 没日不明
- 日付不明 - 大江美智子 (2代目)、女優（* 1919年）